# Cylindrostoma monotrochum
Cylindrostoma monotrochum är en plattmaskart. Cylindrostoma monotrochum ingår i släktet Cylindrostoma och familjen Cylindrostomidae. Inga underarter finns listade i Catalogue of Life.